# Camrose (Alberta)
Camrose és una ciutat de la província d'Alberta, Canadà, enmig d'algunes de les més riques terres de cultiu a la praderia. És una ciutat relativament petita que originalment va créixer al llarg d'un ferrocarril i ara creix al llarg de l'Autopista 13. Camrose és una comunitat pintoresca, amb molts parcs, que porta el sobrenom "La ciutat rosa". Camrose ofereix un estil de vida relaxat, amb una gran població de jubilats.

## Història
El primer assentament a l'àrea de Camrose data de 1900. En aquest moment l'assentament proper de Wetaskiwin era un centre important per als pioners, per regla general, era l'últim punt abans de partir a la recerca de les terres properes. El lloc que anava a ser Camrose era a un dia de camí de Wetaskiwin al llarg de la via fèrria, la qual cosa el va fer un lloc popular en la ruta dels pioners. Aviat els homes de negocis i altres colons van arribar per quedar-se. Els colons van venir principalment d'Escandinàvia, països com Noruega i Suècia, i molts colons també van venir dels Estats Units. En aquest moment l'establiment era conegut com el llogaret de Stoney Creek. En 1904, Stoney Creek va començar a rebre servei de correu, els seus primers negocis van començar a obrir-se.
El 4 de maig de 1905, l'establiment va ser incorporat com el llogaret de Sparling, anomenat així pel Reverend Dr. Sparling. No obstant això, a causa que el nom va ser confós sovint amb Sperling i Stirling, en 1906 el Consell del llogaret va canviar el nom de l'assentament a Camrose. No hi ha evidèncie objectives sobre la raó de l'elecció del nom Camrose, sinó que es pensa que va ser nomenat pel llogaret de Camrose a Pembrokeshire, Gal·les del Sud. Al desembre de 1906, Camrose va ser incorporada com a ciutat.

## Geografia
Camrose es troba a uns 90 quilòmetres (56 milles) d'Edmonton, la capital d'Alberta. Camrose és una ciutat petita, però està en creixement actiu al llarg de la carretera 13, que passa pel seu centre. Camrose es troba en una zona transitòria d'Alberta, entre prada i bosc boreal, conegudes com a aspen parkland. És un important centre econòmic per a moltes petites comunitats agrícoles a la zona. El Stoney Creek travessa la ciutat i desemboca en el riu Battle al sud de la ciutat.

## Demografia
En el Cens de 2011, la Ciutat de Camrose tenia 17.286 que vivien en 7.460 dels seus 7.945 habitatges totals, un canvi del 10,6% de la seva població de 2006 que era de 15.630. Amb una superfície de 42,5 km² i una densitat de població de 406.7/km² en 2011.
Les cinc grans ascendències són escandinaus (26,3%), alemanys (25,6%), anglesos (20,2%), escocesos (17,6%) i irlandesos (14,4%). Prop de 3,5% dels residents s'identifiquen com a aborigen.
L'anglès és la llengua materna del 90% de la població. Prop de 2,1% dels residents van dir alemany, l'1,1% va dir que ucraïnès, un 1,0%, va dir francès, i el 0,7% va dir que l'espanyol era la seva primera llengua. Els idiomes següents més comuns eren xinès i neerlandès en un 0,6% cadascun, seguit per danès i noruec amb 0,4% cadascun, suec en el 0,3%, i lao en el 0,2%.
El cens de 2001 va donar un 85% dels residents identificats com a cristians, mentre que el 14% no tenien afiliació religiosa.

## Agermanaments
- Japó - Kamifurano (Hokkaido) - 1984
- Austràlia - Warwick (Queensland) - 1974
- Quebec - Ville de Saguenay (abans Chicoutimi) - 1978
- Nova Escòcia - Kentville (Nova Escòcia) - 1980